# Албанская национальная армия
Албанская национальная армия (АНА; алб. Armata Kombëtare Shqiptare, AKSh) — албанское вооружённое формирование, целью которого является создание Великой Албании (по другим данным — защита территориальной целостности Республики Косово). Сформирована в июле 2001 года, впервые заявила о себе 3 августа 2001 года.

## Идеология
Главной целью Албанской национальной армии является осуществление националистического ирредентистского проекта «Великая Албания». В состав нового независимого государства должны войти Албания, Косово, северные и западные районы Македонии, восточные районы Черногории, северные районы Греции, а также Прешевская долина, которая включает в себя три общины на юге Сербии — Прешево, Медведжа и Буяновац.
Однако, в 2008 году полевой командир «Арбери» заявил, что Албанская национальная армия не стремится создать Великую Албанию, а главной целью является защита территориальной целостности Республики Косово.
АНА рассматривает Охридское соглашение как предательство и хочет продолжать борьбу за «освобождение албанской земли».

## Численность и состав
Многие члены Албанской национальной армии ранее состояли в АОК, АОПМБ и АНО.
По данным одной британской газеты, в 2003 году численность Албанской национальной армии составляла от 50 до 70 боевиков.
По данным косовской газеты «Экспресс», в 2007 году численность Албанской национальной армии составляла свыше 12 тысяч боевиков.
По данным идеолога Албанской национальной армии Гафура Адильи, в 2007 году численность Албанской национальной армии составляла 5 тысяч боевиков.
По данным члена Сербского землячества Радомира Малича, в 2007 году численность Албанской национальной армии на территории Косова составляла около 10 тысяч боевиков.
Так как Албанская национальная армия является секретной организацией, достоверной информации о её численности нет.

## Организация
Албанская национальная армия организована по территориальному принципу. По данным информационного агентства «Русская линия», Албанская национальная армия состоит из четырёх дивизий — «Адем Яшари», «Скандербег», «Анаконда». Данных о четвёртой дивизии нет. Каждая дивизия дислоцируется на определённой территории и имеет свой собственный штаб. Главный штаб Албанской национальной армии располагается на территории Албании. Каждая дивизия делится на подразделения, которые делятся на ударные группы. По данным KFOR, Албанская национальная армия плохо организована.

## Вооружение и поддержка
Албанская национальная армия в своей деятельности опирается на поддержку широких слоёв общества: интеллигенция, студенчество, крестьянство.
По данным российской газеты «Военно-промышленный курьер», Албанская национальная армия получает поддержку от албанской мафии в виде финансов и оружия.
По некоторым данным, Албанская национальная армия неофициально получает поддержку от KFOR и КЗК — АОК, легализованной после войны НАТО против Югославии.
На вооружении Албанской национальной армии стоят пистолеты, автоматы, пистолеты-пулемёты, винтовки (в том числе снайперские), пулемёты (станковые и ручные), гранатомёты (ручные противотанковые и подствольные), противотанковые ракетные комплексы, переносные зенитно-ракетные комплексы и безоткатные орудия.
По данным российской газеты «Известия», достоверной информации о вооружении и источниках финансирования Албанской национальной армии нет.

## Деятельность

### В Сербии
Вечером 3 августа 2001 года в общине Буяновац (СР Югославия) в приграничном с Косово селе Муховац албанскими экстремистами были убиты двое полицейских, ещё двое получили ранения.
12 августа 2003 года АНА взяла на себя ответственность за гранатную атаку на армейские казармы в южной части сербской границы с Косово. В заявлении, распространенном на веб-сайте группы, говорилось, что нападение было реакцией на сербскую концентрацию войск в районе, который был «колонизирован» Сербией.
На территории Прешевской долины дислоцируется малочисленная «Дивизия Адем Яшари», а её штаб находится в косовском городе Гнилане.

### В Македонии

#### Во времяконфликта 2001 года
8 августа 2001 года объединённая группировка боевиков АНО и АНА атаковала военный конвой македонских вооружённых сил. В результате было убито не менее 10 македонских военнослужащих. 9 августа 2001 года Албанская национальная армия заявила, что не признает Охридское соглашение и продолжит вооружённую борьбу, а 14 августа она подтвердила это заявление.
31 октября 2001 года с территории Косова в Македонию проникло албанское формирование. По данным македонских спецслужб, оно принадлежало к Албанской национальной армии и собиралось совершать единичные акты терроризма в течение зимнего времени. Фазу активных боевых действий македонцы ждали весной 2002 года. К 2 ноября 2001 года Албанская национальная армия взяла на себя ответственность за 13 нападений на подразделения македонских вооружённых сил.
12 ноября 2001 года официальный представитель Албанской национальной армии Албан Периши заявил, что АНА берёт на себя ответственность за убийство троих полицейских и захват десятков заложников в Македонии.

#### После конфликта 2001 года
5 декабря 2001 года представители Албанской национальной армии заявили, что сожалеют о том, что администрация США внесла АНА в чёрный список.
26 марта 2002 года в общине Тетово в селе Мала Речица боевики Албанской национальной армии осуществили покушение на убийство Али Ахмети, которого считают предателем. В результате в селе вспыхнул бой между АНА и бывшими участниками АНО. За несколько часов боевых действий между албанцами в пригороде македонского города Тетово по крайней мере двое участников были убиты.
В ночь с 29 на 30 августа 2002 года на северо-западе Македонии албанские экстремисты захватили в заложники пятерых македонцев и угрожали их казнить, если власти не освободят трёх албанцев, арестованных за убийство полицейских в Гостиваре. Началась контртеррористическая операция с применением бронетехники. В результате, 31 августа все пятеро заложников были освобождены. По данным министра внутренних дел Македонии Любе Бошкоского, никто из них не пострадал. Двое боевиков убиты, один ранен, один арестован. Террористам удалось скрыться. Ответственность за этот террористический акт на себя взяла Албанская национальная армия.
1 ноября 2002 года Албанская национальная армия взяла на себя ответственность за взрыв гранаты 31 октября возле здания парламента Македонии. Жертв нет, но был нанесён большой материальный ущерб.
18 мая 2003 года албанские экстремисты из «Дивизии Скандербег» обстреляли ракетой казармы македонских вооружённых сил близ города Тетово. Инцидент произошёл утром, и жертв не было.
В конце августа 2003 года албанские экстремисты совершили три взрыва в Скопье с целью срыва Форума Юго-Восточной Европы о диалоге цивилизаций. В организации террористических актов участвовали представители «Аль-Каиды». 27 августа албанские экстремисты в городе Куманово похитили двух полицейских. 28 августа полевой командир Авдил Якупи угрожал их казнить, если власти немедленно не освободят Авни Аджети — албанского террориста и наркоторговца. 2 сентября 2003 года албанские экстремисты начали подготовку к активным боевым действия в районе города Куманово. Македонские вооружённые силы и полиция начали сосредотачивать свои силы в окрестностях села Ваксинце в общине Липково, где расположилось албанское бандформирование под командованием Авдила Якупи. 10 сентября близ границы с Косово македонская полиция провела контртеррористическую операцию против албанских экстремистов. В результате были убиты не менее 5 и ранено более 30 боевиков. Среди македонцев потерь в живой силе нет, но боевикам удалось уничтожить боевую машину пехоты.
Утром 7 ноября 2007 года из Косова в общину Гостивар беспрепятственно проникло албанское формирование, под командованием Лирима Якупи и Рамадана Шити, численностью от 30 до 50 боевиков. Оно взяло под контроль село Бродец. Как только поступила оперативная информация, македонская полиция начала проведение контртеррористической операции под названием «Буря в горах», с применением бронетехники и авиации. KFOR заблокировали косовско-македонскую границу и заявили, что откроют огонь на поражение, если боевики попытаются прорваться в Косово. Однако, Якупи и ещё нескольким боевикам всё таки удалось бежать в Косово. Другой полевой командир, Рамадан Шити, совершил самоубийство. Жертв в живой силе у македонцев нет, но боевикам удалось сбить полицейский вертолёт. Боевики потеряли 6 человек убитыми и 12 пленными (по другим данным — 8 убитыми и 13 пленными) и большое количество вооружения. 10—11 ноября спецоперация продолжилась. В результате македонцы обнаружили хорошо подготовленные бункеры и окопы, в которых находились значительные запасы снаряжения, продовольствия и оружия (в том числе ПТРК «Фагот», ПЗРК «Стингер» и безоткатные орудия). Оружия было достаточно для 150 человек, а боеприпасов хватило бы на многомесячное ведение боевых действий. Полевой командир Джезаир Шачири сообщил, что Албанская национальная армия готовится к акции мщения македонским силам.
29 апреля 2010 года албанское формирование, под командованием Лирима Якупи, численностью 12 боевиков совершило нападение на косовско-македонской границе. В результате один македонский полицейский был убит, один албанский экстремист был ранен. В бою македонскими силами были захвачены большие трофеи (гранатомёты, стрелковое оружие и боеприпасы к ним). Это последняя атака боевиков Якупи на македонскую полицию.
9 мая 2015 года группа албанских боевиков напала на македонских полицейских в городе Куманово. По разным данным, террористов насчитывалось от 40 до 70 человек, они были вооружены автоматическим оружием, гранатами, снайперскими винтовками и гранатомётами и оказали ожесточенное сопротивление. В результате боёв 14 боевиков были убиты, 30 сдались. Стражи порядки потеряли 8 человек, ранены около 37. Погиб один мирный житель, несколько было ранено.

### В Косове
11 февраля 2003 года Албанская национальная армия объявила о начале фазы активных боевых действий. В то же время командир Албанской национальной армии Виган Градица в интервью косовской газете «Новая эпоха» заявил, что АНА готова вести переговоры.
14 апреля 2003 года двое албанских экстремистов погибли при попытке заминировать железнодорожный мост в Северном Косово. После этого UNMIK объявила Албанскую национальную армию террористической организацией.
2 сентября 2003 года Албанская национальная армия потребовала от UNMIK и ОБСЕ покинуть Косово.
24 декабря 2003 года в Косове добровольно сдался бойцам KFOR лидер Албанской национальной армии Джемаил Хисени.
30 января 2004 года в городе Урошевац добровольно сдались бойцам KFOR полевой командир Албанской национальной армии Авдил Якупи и один из его приспешников. Впоследствии оба они были переданы полиции UNMIK.
15 марта 2005 года албанские экстремисты совершили покушение на убийство президента Косова под управлением ООН Ибрагима Ругову. Сработало взрывное устройство, находившееся в мусорном контейнере. Жертв не было. 18 марта ответственность за этот террористический акт взяла на себя Албанская национальная армия.
7 августа 2005 года Албанская национальная армия потребовала от UNMIK и ОБСЕ покинуть Косово. В противном случае албанские экстремисты обещали предпринять насильственные акции против сотрудников международных организаций.
18 августа 2007 года из косовской тюрьмы сбежали полевой командир Лирим Якупи и семеро его приспешников. Беглецы скрылись на территории Македонии.
16 октября 2007 года в интервью косовской газете «Новая эпоха» официальный представитель Албанской национальной армии Гафур Адильи заявил, что если UNMIK и KFOR до 1 ноября 2007 года не возьмут под контроль Северное Косово, то это сделает Албанская национальная армия. На самом деле, UNMIK и KFOR ещё с 1999 года полностью контролирует всё Косово.
13 ноября 2007 года в горно-лесистой местности в окрестностях селения Дреница (между Србицей и Косовской-Митровицей) приняли присягу двадцать боевиков Албанской национальной армии. Церемония прошла при наблюдении журналистов косовской газеты «Экспресс». Через журналистов экстремисты обратились к косовским властям с требованием немедленного провозглашения независимости Косова. Тогда же Албанская национальная армия заявила, что будет вести боевые действия против сербского незаконного вооружённого формирования «Гвардия царя Лазаря», которое UNMIK было объявлено террористической организацией. Такая же угроза уже звучала в июне 2007 года от идеолога Албанской национальной армии Гафура Адильи.
28 декабря 2007 года появилась информация, что боевики Албанской национальной армии готовятся к массовым беспорядкам на севере Косова. Беспорядки, по их мнению, могли произойти, когда Косово в одностороннем порядке провозгласит независимость. Особое внимание террористы фокусиовали на Северной Косовска-Митровице, населённой сербами:

Наше беспокойство вызывает то обстоятельство, что вооружённые сербы могут прибегнуть к насилию по отношению к албанскому населению города, когда Приштина провозгласит независимость. И в этом случае мы сможем прийти на помощь своим соотечественникам.— «Арбери», полевой командир Албанской национальной армии.
После провозглашения независимости Косова в 2008 году Албанская национальная армия объявила о временной приостановки своей деятельности на территории Косова.
5 сентября 2010 года в Приштине косовская полиция арестовала полевого командира Албанской национальной армии Лирима Якупи.
21 августа 2011 года официальный представитель Албанской национальной армии Сазан Топлица потребовал от президента Атифете Яхьяга и премьер-министра Хашима Тачи сформировать вооружённые силы Косова до 30 сентября. В противном случае, албанские экстремисты угрозили террористическими актами на территории северного Косова.

### В Албании
В августе 2001 года боевики Албанской национальной армии заявили, что их главный штаб располагается на территории Албании.
В 2003 году в албанской области Кукес располагались лагеря боевиков Албанской национальной армии. По данным на 2008 год, они продолжали своё существование.
В 2007 году «Российская газета» сообщила, что идеолог Албанской национальной армии Гафур Адильи живёт на территории Албании с 2003 года.
12 апреля 2012 года идеолог Албанской национальной армии Гафур Адильи угрожал мобилизовать силы АНА и взять под контроль северное Косово, западную Македонию, южную Сербию и часть Греции, «пока не стало слишком поздно». Албанский экстремист призвал международное сообщество созвать конференцию, чтобы не допустить новой войны на Балканах.

### В Черногории
7 августа 2012 году албанские экстремисты осквернили православную церковь на вершине горы Румия возле черногорского города Бар, на стенах которой они написали «ETNIK ALBANIA» (рус. Этническая Албания) и «AKSH» (рус. АНА), а также изобразили герб Албании.

## Комментарии
- ↑  Sh в албанском алфавите является одной буквой, то есть диграфом.
- ↑  Согласно Конституции Сербии, Косово входит в состав Сербии как автономный край. Фактически Косово является частично признанным государством, территория которого Сербией не контролируется.